# Contea di Chippewa (Michigan)
La contea di Chippewa, in inglese Chippewa County, è una contea dello Stato del Michigan, negli Stati Uniti. La popolazione al censimento del 2000 era di 38 543 abitanti. Il capoluogo di contea è Sault Ste. Marie.

## Contee e distretti confinanti
- Distretto di Algoma (Ontario, Canada) - nord
- Distretto di Manitoulin (Ontario, Canada) - est
- Contea di Presque Isle - sud-est
- Contea di Mackinac - sud
- Contea di Luce - ovest

## Comuni

### City
- Sault Ste. Marie (capoluogo)

### Village
- De Tour Village